# Автархизм
Автархизм — политическая философия, которая продвигает принципы индивидуализма, моральную идеологию индивидуальной свободы и уверенности в своих силах. Он отвергает принудительное правление и поддерживает устранение правительства в пользу самоуправления, исключая правление других.

## Обзор
Роберт ЛеФевр, признанный Мюрреем Ротбардом автархистом, отличал автархизм от анархии, экономика которой, по его мнению, влекла за собой вмешательства, противоречащие свободе. Провозглашая «искрящийся и сияющий индивидуализм», в то время как «он защищает некую процедуру вмешательства в процессы свободного рынка», анархия казалась ЛеФевру противоречащей самой себе. Он поместил фундаментальную предпосылку автархии в стоицизм таких философов, как Зенон, Эпикур и Марк Аврелий, который он резюмировал в кредо «Управляй собой».
Объединив эти влияния, ЛеФевр пришел к автархистской философии: «Стоики обеспечивают моральную основу; эпикурейцы — мотивацию; праксиологи — методологию. Предлагаю назвать этот пакет идеологических систем автархией, потому что автархия означает самоуправление». ЛеФевр заявил, что «мост между Спунером и современными автархистами был построен прежде всего такими людьми, как Г. Л. Менкен, Альберт Джей Нок и Марк Твен».
Биограф Ральфа Уолдо Эмерсона (1803—1882) Роберт Д. Ричардсон охарактеризовал анархию Эмерсона как «автархию, самоуправление». Филип Дженкинс заявил, что «идеи Эмерсона подчеркивали индивидуальное освобождение, автархию, самодостаточность и самоуправление и яростно выступали против социальной конформности».
В Испании идею экономического самообеспечения иногда называют самодостаточным автархизмом (исп. Mentalidad autárquica).